# Viesturs Lukševics
Viesturs Lukševics (* 16. April 1987 in Kuldīga) ist ein ehemaliger lettischer Radrennfahrer.

## Sportlicher Werdegang
Viesturs Lukševics begann seine internationale Karriere 2006 bei dem lettischen Continental Team Rietumu Bank-Riga. Bis zu seinem Karriereende fuhr er wechselnd für verschiedene Continental Teams aus dem baltischen Raum. International trat er wenig in Erscheinung, gelegentlich kam er bei kleineren Rennen unter die Top 10.
Seine einzigen Siege erzielte Lukševics auf nationaler Ebene. Im Jahr 2009 wurde er lettischer U23-Meister im Straßenrennen. Nachdem er bei den nationalen Meisterschaften 2016 in der Elite die Silbermedaille im Straßenrennen gewonnen hatte, wurde er bei den Titelkämpfen 2020 zum Abschluss seiner Karriere estnischer Landesmeister.

## Erfolge
2009
- Lettischer Meister – Straßenrennen (U23)

2020
- Lettischer Meister – Straßenrennen